# 2777 Шукшин
2777 Шукшин (енгл. 2777 Shukshin) је астероид главног астероидног појаса са средњом удаљеношћу од Сунца која износи 2,370 астрономских јединица (АЈ).
Апсолутна магнитуда астероида је 13,1.